# Ричков Микола Петрович
Мико́ла Петро́вич Ричко́в (*1746 — †1784) — російський вчений-мандрівник, ад'юнкт Російської АН, син Ричкова Петра Івановича.

## Біографія
В 1760—1767 роках був на військовій службі. З 1768 року брав участь в експедиції Петербурзької АН, яку очолював Петер-Сімон Паллас, в 1769—1770 роках об'їхав Казанську, Оренбурзьку, Уфимську, В'ятську та Пермську губернії та склав їхній опис, який вміщує в себе відомості про природу, древні городища, звичаї та характер народів, що їх населяли. В 1771 році брав участь в експедиції територією Західного та Північного Казахстану.
В «Журналі» (дивись нижче↓) залишив чіткий опис палацових сіл Сарапул, Каракуліно та Єлабуга. Відомості про побут, характер, релігію та господарство удмуртів відносяться до тієї групи народу, що проживала в Башкирії та на півдні сучасної Удмуртії. Мандрівнику сподобались працелюбність удмуртів, їхня гостинність, але він негативно віднісся до язичницьких звичаїв. На відміну від інших мандрівників, відзначав відносне багатство і зв'язок їхнього господарства з ринком.

### Твори
- Журнал или дневные записки путешествия по разным провинциям Российского государства 1769 и 1770 годов, ч. 1—2, СПБ, 1770—72;
- Дневные записки путешествия в Киргиз-Кайсацкой степи в 1771 году, СПБ, 1772.